# 库尔塞勒勒鲁瓦
库尔塞勒勒鲁瓦（法語：Courcelles-le-Roi，法語發音：[kuʁsɛl lə ʁwa]；2018年之前名为库尔塞勒 (Courcelles)）是法国卢瓦雷省的一个市镇，位于该省中北部，属于皮蒂维耶区。

## 地理
库尔塞勒勒鲁瓦（48°5'48"N, 2°19'4"E）面积6.3 平方千米，位于法国中央-卢瓦尔河谷大区卢瓦雷省，该省份为法国中北部省份，北起埃松省，西北接厄尔-卢瓦省，西南接卢瓦-谢尔省，南至涅夫勒省和谢尔省，东临约讷省，东北接塞纳-马恩省。
与库尔塞勒勒鲁瓦接壤的市镇（或旧市镇、城区）包括：耶夫尔城、加蒂奈地区巴蒂伊、加蒂奈地区布伊、布瓦讷、里马尔德河畔楠克赖。

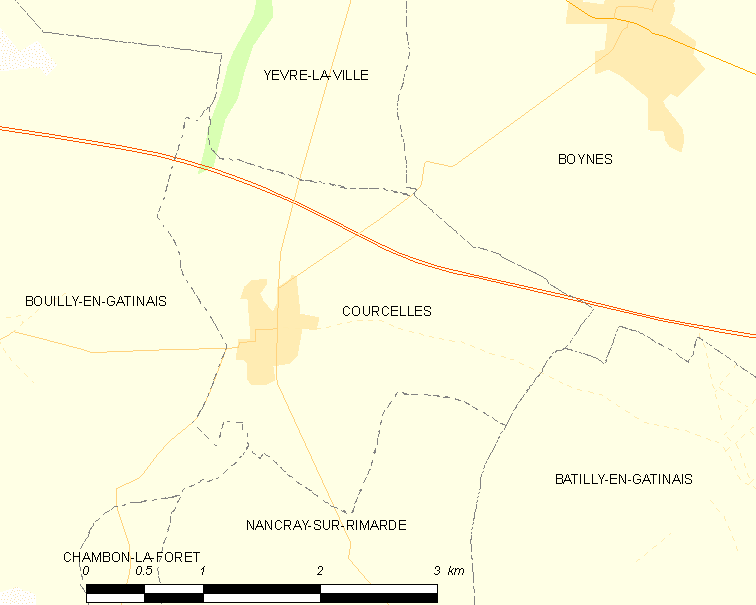
库尔塞勒勒鲁瓦的OSM定位图

库尔塞勒勒鲁瓦的时区为UTC+01:00、UTC+02:00（夏令时）。

## 行政
库尔塞勒勒鲁瓦的邮政编码为45300，INSEE市镇编码为45110。

## 政治
库尔塞勒勒鲁瓦所属的省级选区为勒马勒塞布瓦县。

## 人口

1962-2008年间库尔塞勒勒鲁瓦人口变化图示

库尔塞勒勒鲁瓦于2022年1月1日时的人口数量为318人。